# Nucleosys
Nucleosys était un studio de développement de jeux vidéo d'aventure basé en Argentine. Le studio a été fondé en 2003 par Agustín Cordes et Alejandro Graziani. Le 15 juillet 2009, Nucleosys a annoncé la fin de ses activités.

## Jeux développés
Nucleosys n'a développé que deux jeux. Scratches : Dans l'antre de la peur, sorti en 2006, a été le premier jeu du développeur. L'année 2007 a été marquée par la sortie d'une édition « collector » de Scratches. En 2009 est sorti en Argentine le jeu Perfil de Riesgo: Casos Federales, un jeu d'aventure éducatif,.
Nucleosys a lancé par la suite un nouveau projet dont on ne connait que très peu d'informations. Resté sous le nom d'Untitled Project, ce jeu aurait dû être un jeu d'aventure d'horreur en vision subjective à l'instar de Scratches.